# Katrina Noorbergen

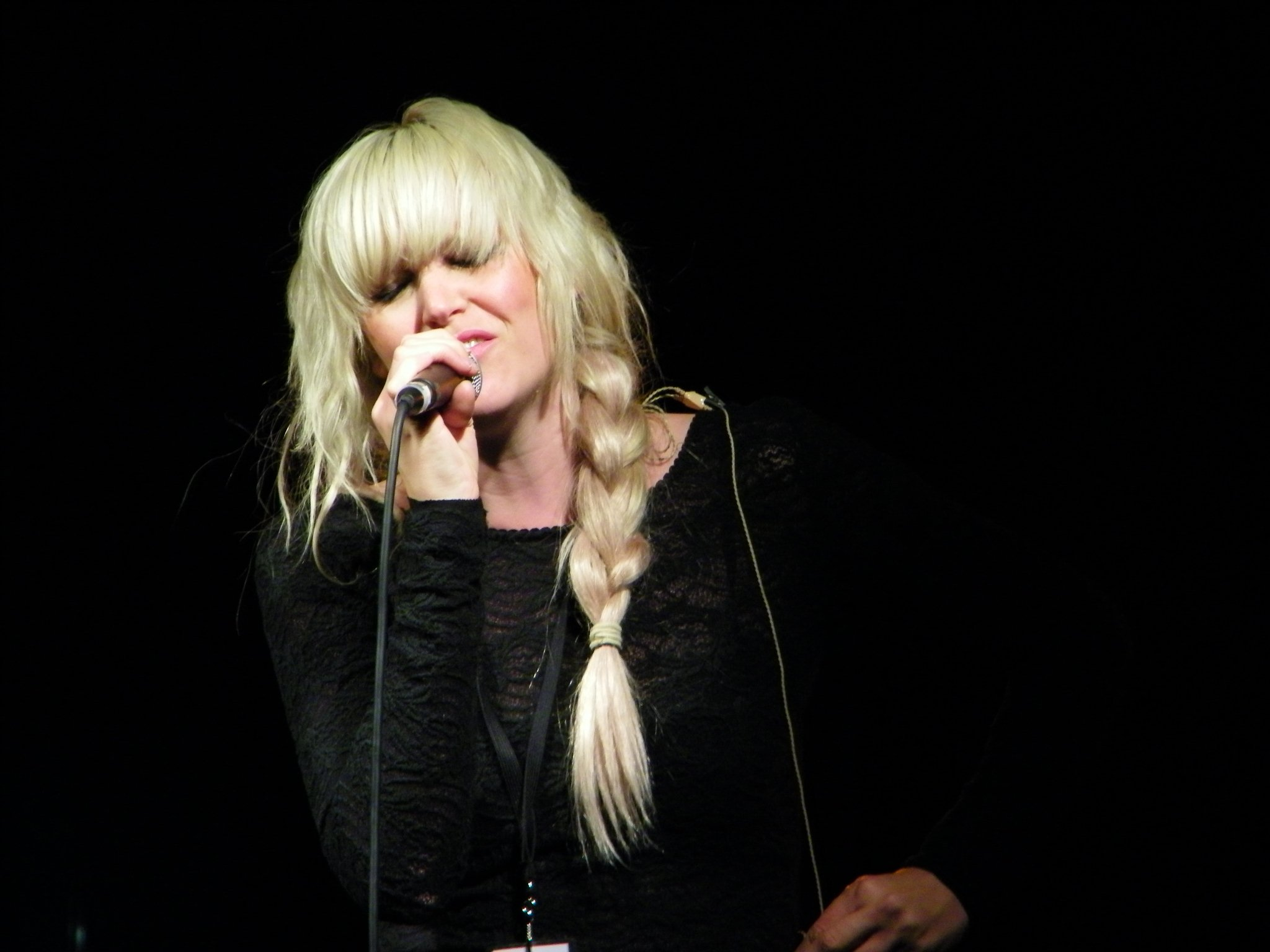
Katrina Noorbergen als Sängerin der Cassette Kids beim Northbridge Festival 2009

Katrina Noorbergen (* 8. Januar 1985 in Sydney, Australien) ist eine australische Singer-Songwriterin. Seit 2012 tritt sie unter dem Pseudonym Kat Vinter auf. Ihre Musikrichtung ist Elektronische Popmusik.

## Leben

### Anfänge bei den Cassette Kids
2007 gründete Noorbergen mit dem Gitarristen Daniel Schober, dem Schlagzeuger Jabob Read-Harber und dem Bassisten Daniel Deitz die Indie-Rockband Cassette Kids, mit der sie 2010 in der australischen Fernsehserie I Rock auftrat und nationale sowie internationale Interpreten wie Lily Allen, The Fratellis, Ben Lee, Bluejuice, The Music, New Young Pony Club und The Presets auf deren Tourneen begleitete. 2008 wurde sie mit ihrer Band für den J Award des australischen Jugendsenders Triple J nominiert. Nach der ersten EP We Are im Jahr 2008 erschien 2010 das Album Nothing on TV und 2012 die zweite EP In Pictures.

### Karriere als Solokünstlerin
2012 zog Noorbergen nach Berlin und wurde beim Musikverlag Guerilla Entertainment sowie beim Label AdP Records unter Vertrag genommen. Seitdem ist sie als Songschreiberin bei zahlreichen Titeln diverser Interpreten beteiligt, darunter 2012 bei Explode von Timomatic, 2013 bei Atomic, Hey Caesar, 300 Years und Wildfires (Light it Up) von Ivy Quainoo, Are you gonna be my girl von Isac Elliot, Beautiful von Namie Amuro sowie Ni un minuto más und X-Ray Eyes von Chenoa, 2015 bei Kill me in the dark und Running von Stanfour sowie Chance of Rain und Closer to the Sun von Stefanie Heinzmann. Ferner war sie Co-Autorin des Titels Jump the Gun für die deutsche ESC-Teilnehmerin Ann Sophie und des russischen ESC-Beitrags A Million Voices von Polina Gagarina, der in Wien den zweiten Platz erreichte und bei dem sie auch als Backgroundsängerin auf der Bühne stand.  Neben den Beatgees und der Norwegerin Laila Samuels war sie Co-Autorin des Albums Crystal Sky von Lena Meyer-Landrut, das im Mai 2015 veröffentlicht wurde. Im Sommer 2015 stand sie mit Meyer-Landrut bei mehreren Konzerten auf der Bühne und im Oktober 2015 trat sie im Vorprogramm von Lena bei der Carry You Home Tour auf und fungierte auch als Backgroundsängerin.
2012 veröffentlichte Noorbergen unter dem Pseudonym Kat Vinter ihre erste Solosingle Stoneheart, 2014 folgte die Single Sooner or Later und im April 2015 ihre erste Solo-EP Islands, die in Zusammenarbeit mit Hannes Büscher von den Beatgees und Laila Samuels aufgenommen wurde. Im September 2015 absolvierte sie ihre erste Solotour durch deutsche Städte, wo sie unter anderem auf dem Reeperbahnfestival in Hamburg auftrat. Anfang 2016 erschien das Album Salvation von Madeline Juno, an dem Noorbergen als Co-Autorin beteiligt war. 2018 wirkte sie am Album Invisible des Elektro-Musikers Sharam Jey mit.

## Diskografie
EPs
- 2015: Islands

Singles
- 2012: Stoneheart
- 2014: Sooner Or Later
- 2015: Islands
- 2016: Pure Luxury

Gastbeiträge
- 2015: Catapult (Lena featuring Kat Vinter & Little Simz)
- 2018: Invisible (von Sharam Jey)